# 腺状腹袋吸虫
腺状腹袋吸虫（学名：Gastrothylax glandiformis）为腹袋科腹袋属的动物。分布于台湾岛以及中国大陆的四川等地，营寄生生活，宿主水牛以及寄生于瘤胃。